# Gianluca Berti
Gianluca Berti (Firenze, 20 maggio 1967) è un dirigente sportivo ed ex calciatore italiano, di ruolo portiere, direttore sportivo del Prato.
Durante la sua carriera ha vestito la maglia di diciassette società calcistiche diverse.
Ha partecipato all'edizione 2014 del calcio storico fiorentino.

## Carriera

### Giocatore
Dopo convincenti stagioni passate in Serie C tra Prato e Olbia (1986-1991), debutta in Serie A con la maglia del Genoa il 20 novembre 1991 in Milan-Genoa 1-1. In quella stagione collezionerà 7 presenze in campionato, subendo 13 gol. Dotato di una grande struttura fisica, ma ancora con delle lacune tecniche, il giocatore gioca il campionato successivo in Serie B, con la maglia del Pisa, disputando un'ottima annata nel ruolo di titolare.
Nel 1993 viene richiamato dal Genoa, per coprire le spalle all'esperto Stefano Tacconi; qui gioca 15 partite subendo 18 gol. Nella stagione 1994-1995 Berti ricomincia dalla Serie B, questa volta con la maglia dell'Ancona, per poi trasferirsi l'anno successivo al Palermo, dove non viene riconfermato alla fine della stagione nonostante le buone prestazioni offerte nel corso dell'annata. Nell'estate 1996 il portiere torna per la terza volta al Genoa, ma questa volta solo per un breve periodo: infatti, dopo appena 5 partite di Serie B, giocate da titolare, a ottobre viene ceduto alla Roma, alla ricerca di un portiere da affiancare a uno tra Giovanni Cervone e Giorgio Sterchele.
Alla fine, dopo un breve periodo da terzo portiere, a partire sarà Sterchele, destinazione Cagliari. Berti riesce anche a giocare 3 partite di campionato sul finale di stagione. Nel 1997-1998 si registra il passaggio alla Reggiana, neo-retrocessa in Serie B, e nel 1998-1999 è ancora campionato cadetto, questa volta nelle file del Ravenna.
Nel 1999, all'età di 32 anni, Berti torna in Toscana per vestire i colori dell'Empoli, con il quale disputa quattro stagioni, l'ultima delle quali in Serie A (31 presenze e 42 gol subiti nella stagione 2002-2003 in Serie A).
Il 2003 vede il ritorno del portiere al Palermo, dove colleziona 42 presenze e 35 reti subite ottenendo da protagonista la promozione in Serie A.
Memorabile il rigore parato a Luís Oliveira nel derby di Sicilia (Catania 0-2 Palermo).
Il 31 agosto 2004 viene ceduto al Parma, dove è come secondo di Sébastien Frey in Serie A: dopo pochi mesi e una sola presenza in campo, a gennaio 2005 il portiere si accasa al Torino, che a fine stagione decide di non prolungargli il contratto.
Nel 2005-2006 Berti torna all'Empoli, fresco di una nuova promozione in Serie A, prima di passare, a gennaio 2006, alla Fiorentina. Durante la permanenza in viola, scende in campo una sola volta, chiuso dal più giovane Bogdan Lobonț.
Nel giugno 2006 firma un contratto annuale con la Sampdoria, dove totalizza 11 presenze.
Nel luglio 2007 Berti passa al Cesena: l'esperienza romagnola, segnata da frequenti infortuni, termina già nel gennaio 2008, con il trasferimento al Novara dove viene confermato anche per la stagione 08/09, con il ruolo di riserva. Lasciato il calcio professionistico nel 2009, Berti continua a giocare, firmando un contratto annuale con il Jolly Montemurlo, compagine neo-promossa nell'Eccellenza Toscana.
Al termine della carriera calcistica diventa capitano della Nazionale Italiana di Beach Soccer.

### Dirigente
Il 20 giugno 2017 diventa il nuovo direttore generale della Carrarese.  rimanendo in carica fino al 2021. Ha poi ricoperto il ruolo di direttore generale nel Signa Calcio 1914 fino alla stagione 2023-24, passando poi con lo stesso ruolo al Prato.

## Statistiche

### Presenze e reti nei club
Statistiche aggiornate al 30 giugno 2010.
| Stagione        | Squadra         | Campionato      | Campionato | Campionato | Coppe nazionali | Coppe nazionali | Coppe nazionali | Coppe continentali | Coppe continentali | Coppe continentali | Altre coppe | Altre coppe | Altre coppe | Totale | Totale |
| Stagione        | Squadra         | Comp            | Pres       | Reti       | Comp            | Pres            | Reti            | Comp               | Pres               | Reti               | Comp        | Pres        | Reti        | Pres   | Reti   |
| --------------- | --------------- | --------------- | ---------- | ---------- | --------------- | --------------- | --------------- | ------------------ | ------------------ | ------------------ | ----------- | ----------- | ----------- | ------ | ------ |
| 1986-1987       | Prato           | C1              | 1          | 0          | CI              | 0               | 0               | -                  | -                  | -                  | -           | -           | -           | 1      | 0      |
| 1987-1988       | Prato           | C1              | 1          | 0          | CI              | 0               | 0               | -                  | -                  | -                  | -           | -           | -           | 1      | 0      |
| 1988-1989       | Prato           | C1              | 0          | 0          | CI              | 1               | -2              | -                  | -                  | -                  | -           | -           | -           | 1      | -2     |
| 1989-1990       | Prato           | C1              | 9          | 0          | CI              | 1               | -2              | -                  | -                  | -                  | -           | -           | -           | 10     | -2     |
| Totale Prato    | Totale Prato    | Totale Prato    | 11         | -16        |                 | 2               | -4              |                    | -                  | -                  |             | -           | -           | 13     | -4     |
| 1990-1991       | Olbia           | C2              | 34         | -15        | CI-C            | 0               | 0               | -                  | -                  | -                  | -           | -           | -           | 34     | -15    |
| 1991-1992       | Genoa           | A               | 7          | -13        | CI              | 3               | -3              | CU                 | 1                  | 0                  | -           | -           | -           | 11     | -16    |
| 1992-1993       | Pisa            | B               | 34         | -20        | CI              | 3               | -3              | -                  | -                  | -                  | -           | -           | -           | 37     | -23    |
| 1993-1994       | Genoa           | A               | 15         | -19        | CI              | 1               | -2              | -                  | -                  | -                  | -           | -           | -           | 16     | -21    |
| 1994-1995       | Ancona          | B               | 28         | -36        | CI              | 0               | 0               | -                  | -                  | -                  | -           | -           | -           | 28     | -36    |
| 1995-1996       | Palermo         | B               | 36         | -34        | CI              | 5               | -3              | -                  | -                  | -                  | -           | -           | -           | 41     | -37    |
| ott. 1996       | Genoa           | B               | 5          | -4         | CI              | 3               | -2              | -                  | -                  | -                  | -           | -           | -           | 8      | -6     |
| Totale Genoa    | Totale Genoa    | Totale Genoa    | 27         | -36        |                 | 7               | -7              |                    | 1                  | 0                  |             | -           | -           | 35     | -43    |
| ott. 1996-1997  | Roma            | A               | 3          | -3         | CI              | -               | -               | CU                 | 0                  | 0                  | -           | -           | -           | 3      | -3     |
| 1997-1998       | Reggiana        | B               | 25         | -19        | CI              | 2               | -2              | -                  | -                  | -                  | -           | -           | -           | 27     | -21    |
| 1998-1999       | Ravenna         | B               | 34         | -41        | CI              | 4               | -7              | -                  | -                  | -                  | -           | -           | -           | 38     | -48    |
| 1999-2000       | Empoli          | B               | 30         | -40        | CI              | 0               | 0               | -                  | -                  | -                  | -           | -           | -           | 30     | -40    |
| 2000-2001       | Empoli          | B               | 37         | -41        | CI              | 3               | -7              | -                  | -                  | -                  | -           | -           | -           | 40     | -48    |
| 2001-2002       | Empoli          | B               | 37         | -33        | CI              | 4               | -2              | -                  | -                  | -                  | -           | -           | -           | 41     | -35    |
| 2002-2003       | Empoli          | A               | 31         | -42        | CI              | 6               | -7              | -                  | -                  | -                  | -           | -           | -           | 37     | -49    |
| 2003-2004       | Palermo         | B               | 42         | -35        | CI              | 1               | 0               | -                  | -                  | -                  | -           | -           | -           | 43     | -35    |
| Totale Palermo  | Totale Palermo  | Totale Palermo  | 78         | -69        |                 | 6               | -3              |                    | -                  | -                  |             | -           | -           | 84     | -72    |
| 2004-gen. 2005  | Parma           | A               | 1          | -1         | CI              | 2               | -5              | CU                 | 6                  | -8                 | -           | -           | -           | 9      | -14    |
| gen.-giu. 2005  | Torino          | B               | 9          | -6         | CI              | -               | -               | -                  | -                  | -                  | -           | -           | -           | 9      | -6     |
| 2005-gen. 2006  | Empoli          | A               | 19         | -33        | CI              | 2               | -3              | -                  | -                  | -                  | -           | -           | -           | 21     | -36    |
| Totale Empoli   | Totale Empoli   | Totale Empoli   | 154        | -189       |                 | 15              | -19             |                    | -                  | -                  |             | -           | -           | 169    | -208   |
| gen.-giu. 2006  | Fiorentina      | A               | 1          | 0          | CI              | -               | -               | -                  | -                  | -                  | -           | -           | -           | 1      | 0      |
| 2006-2007       | Sampdoria       | A               | 11         | -12        | CI              | 1               | 0               | -                  | -                  | -                  | -           | -           | -           | 12     | -12    |
| 2007-gen. 2008  | Cesena          | B               | 12         | -18        | CI              | 1               | -4              | -                  | -                  | -                  | -           | -           | -           | 13     | -22    |
| gen.-giu. 2008  | Novara          | C1              | 8          | -11        | CI-C            | -               | -               | -                  | -                  | -                  | -           | -           | -           | 8      | -11    |
| 2008-2009       | Novara          | 1D              | 1          | -1         | CI+CI-LP        | 0               | 0               | -                  | -                  | -                  | -           | -           | -           | 1      | -1     |
| Totale Novara   | Totale Novara   | Totale Novara   | 9          | -12        |                 | 0               | 0               |                    | -                  | -                  |             | -           | -           | 9      | -12    |
| Totale carriera | Totale carriera | Totale carriera | 469        | -493       |                 | 43              | -54             |                    | 7                  | -8                 |             | -           | -           | 519    | -555   |

## Palmarès

### Club

#### Competizioni nazionali
- Campionato italiano di Serie B: 1

Palermo: 2003-2004